# NGC 7713A
NGC 7713A (другие обозначения — PGC 71912, ESO 347-30, MCG -6-51-10, AM 2334-375) — спиральная галактика с перемычкой (SBc) в созвездии Скульптор.
Этот объект не входит в число перечисленных в оригинальной редакции «Нового общего каталога» и был добавлен позднее.